# Holzknecht

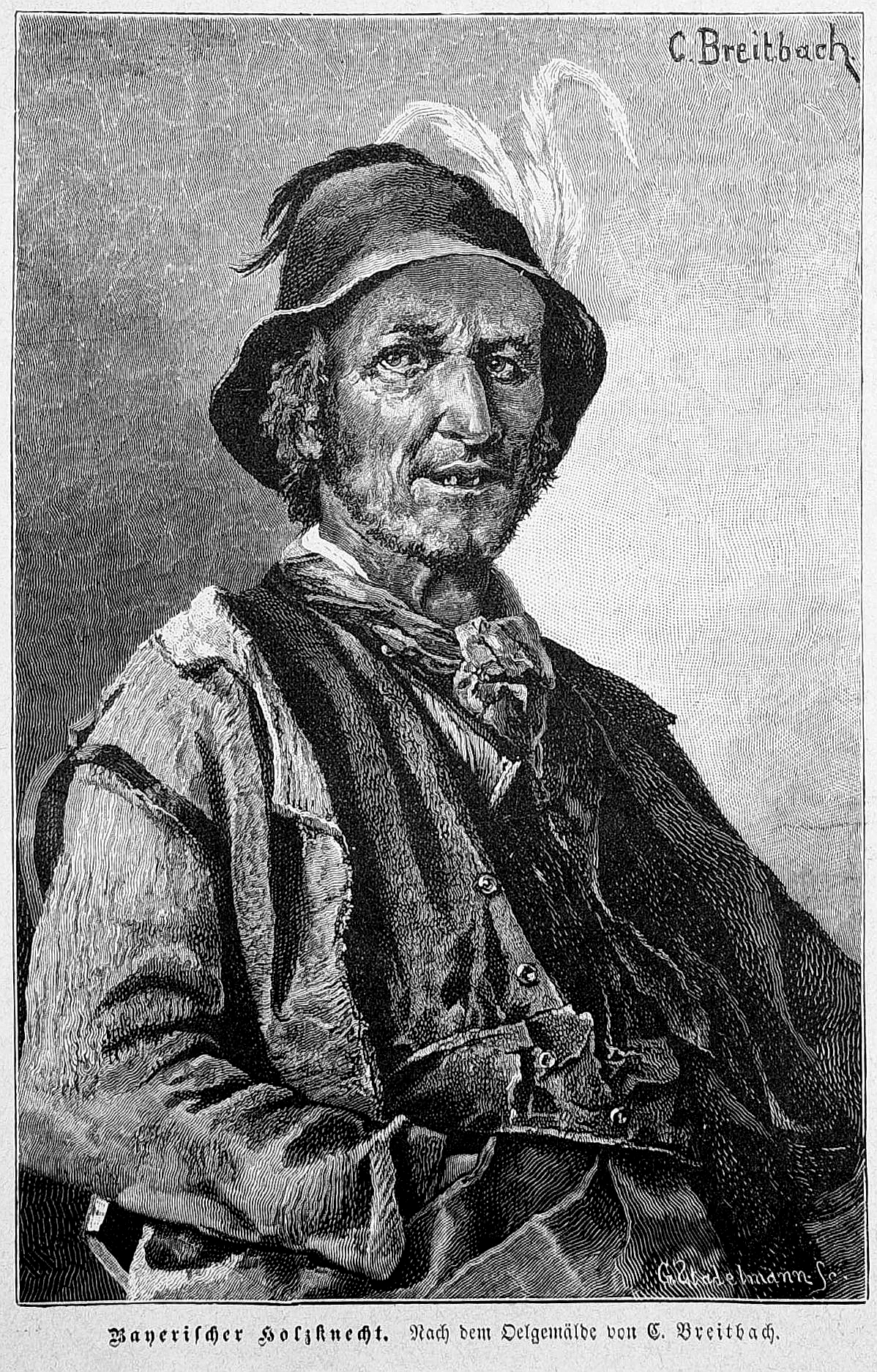
Bayerischer Holzknecht. Nach dem Ölgemälde von Carl Breitbach.

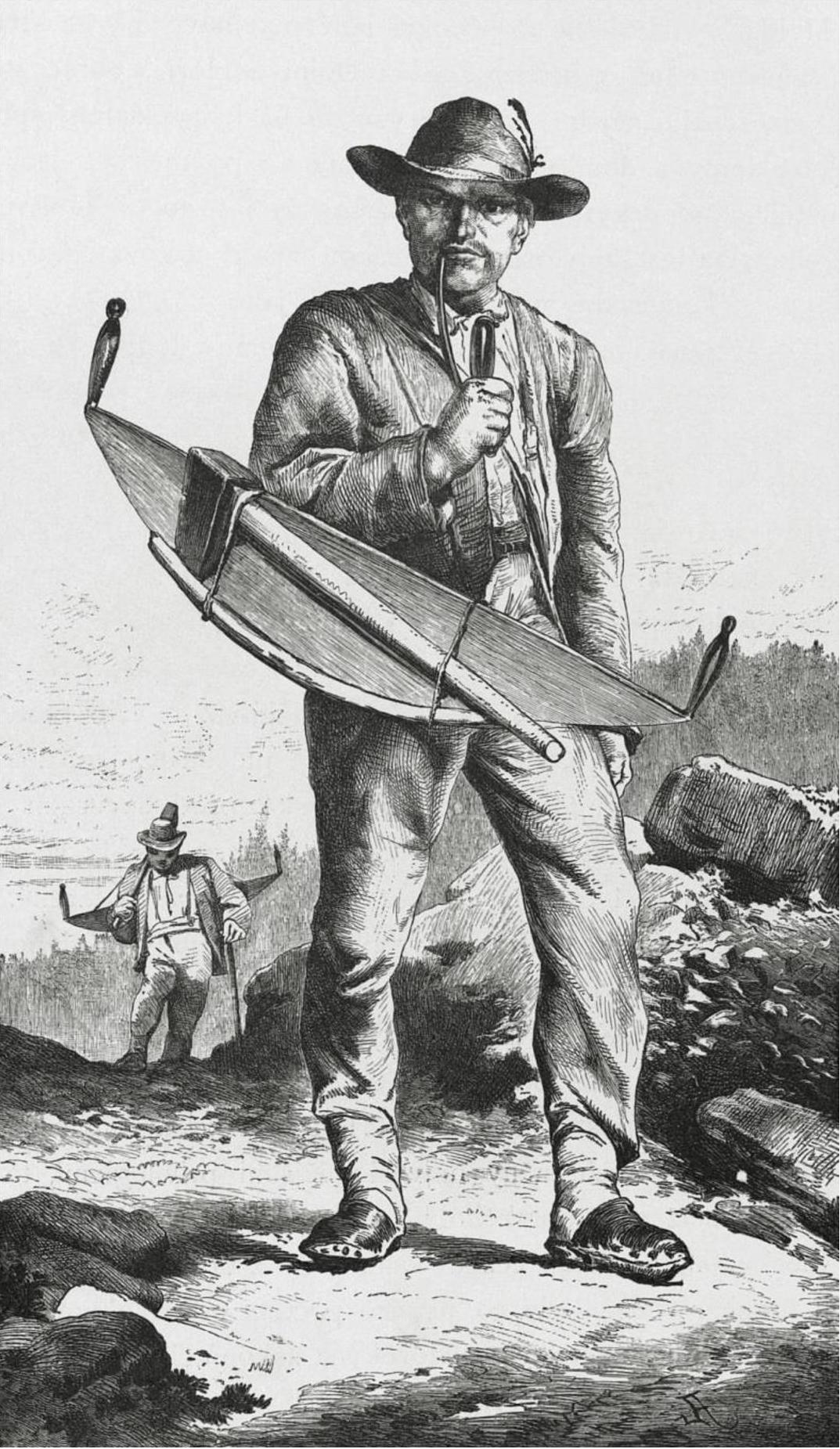
Holzknecht aus dem Böhmerwald (Autor Adolf Liebscher)

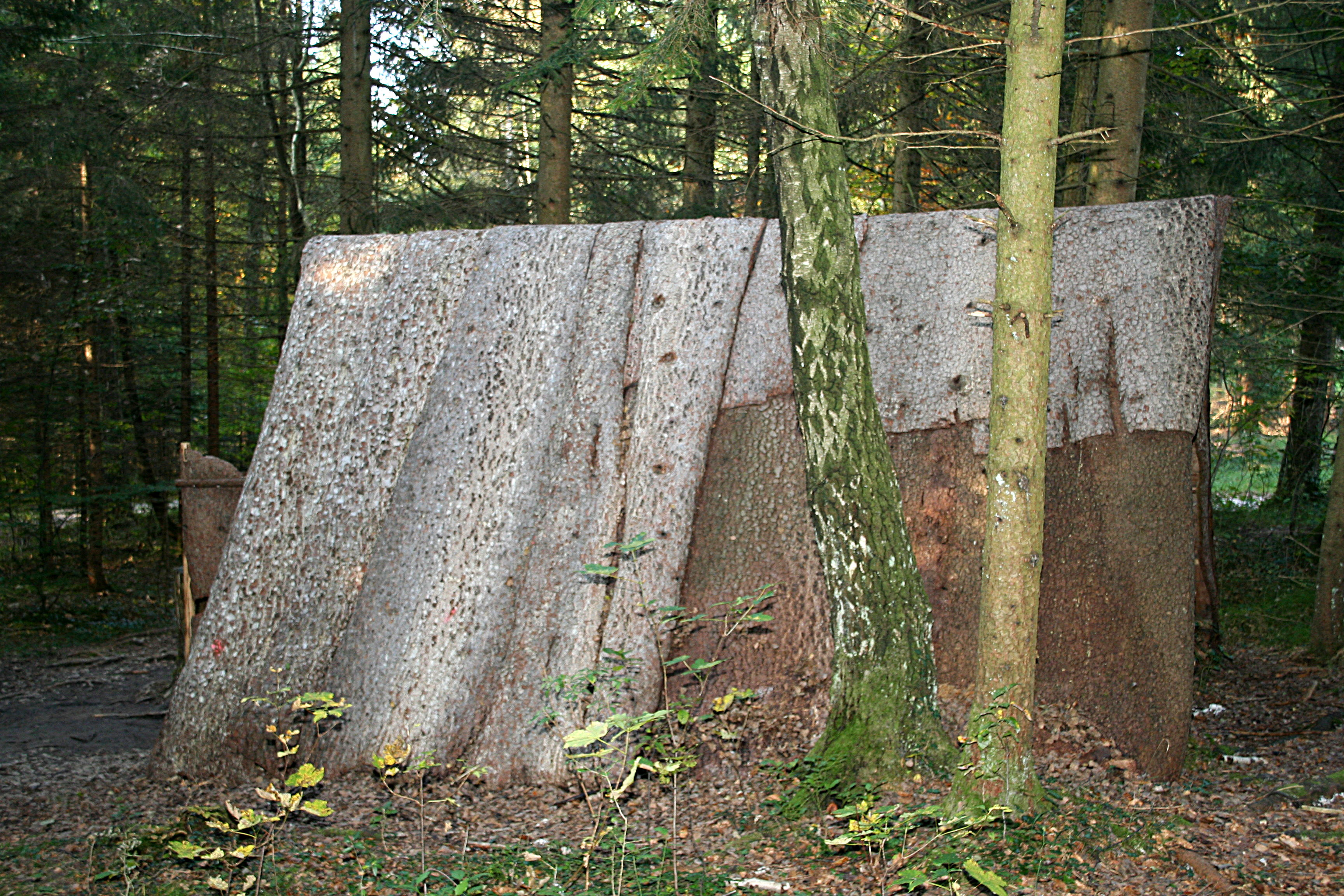
Holzknechthütte aus Rinde. Nachbau einer Hütte aus dem 19. Jahrhundert

Holzknecht ist eine alte, umgangssprachlich in Bayern, Böhmen und Österreich teils noch übliche Bezeichnung für Waldarbeiter. Der Holzeinschlag wurde dort durch ein Holzmeistersystem geregelt.
Die Holzmeister waren selbständige Unternehmer, die im Akkord mit eigenen Arbeitern, den Holzknechten, für die zumeist staatlichen Forstämter den Holzeinschlag und -transport bis zu den Lagerplätzen übernahmen. Diese Holzknechte stammten in der Regel aus der „unterbäuerlichen Schicht“ und wurden von den Holzmeistern mit allen anfallenden Arbeiten, nicht nur der Waldarbeit, betraut. Wo man den gewaltigen Holzaufwand für den Bau von Riesen (Rutschbahnen) und Klausen (Stauwehren für die Holztrift) zum Zwecke des Transports des gefällten Holzes ins Tal vermeiden wollte, mussten die schweren Stämme im Winter durch die Holzhauer auf Schlitten dorthin gebracht werden. Dieses Unternehmen war gefährlich und waghalsig, was viele Menschen das Leben kostete. Erst mit Ende des 19. Jahrhunderts wurden solche Knechte ausschließlich zu Arbeiten im Wald herangezogen. Zu Beginn des 20. Jahrhunderts endete das Holzmeistersystem. Die Forstämter stellten von da an selbst die Holzknechte ein.
Da ein Großteil der Holzarbeit früher im Winter anfiel, wurde diese oft auch von Zimmerern ausgeführt, die in ihrem Hauptberuf nur in der warmen Jahreszeit Arbeit fanden. Der Verdienst der Holzknechte lag meist unter dem anderer Tagelöhner, aber die Art der Arbeit, das freiere Leben der Holzknechte und ihr Abstand gegenüber manchen Zwängen des Lebens im Dorf machten die Tätigkeit für viele junge Männer zu einem erstrebenswerten Beruf und brachte ein eigenes Selbstbewusstsein hervor. Dazu schrieb der ehemalige österreichische Forstmann Joseph Wessely in Die österreichischen Alpenländer und ihre Forste (1853): „Holzer und Köhler seien in den Alpen die Könige auf dem Tanzplatze und bei den Dirnen…, sie sind die Tonangeber bei den Lustbarkeiten, Erfinder der gangbarsten Lieder und der treffendsten Schnacken“.
Ende des 19. Jahrhunderts existierte noch kein gesetzliches Sozialsystem. Daher mussten die Holzknechte, wenn sie zur Waldarbeit nicht mehr in der Lage waren, ins Armenhaus der Gemeinde ziehen. Der Aufenthalt in diesem Armenhaus war an die Bedingung geknüpft, Holzhacken oder andere Arbeiten für die Gemeinde verrichten zu können. Konnten sie das auch nicht mehr, so mussten sie „ins Quartier“ gehen. Das bedeutete, dass jeder Bürger der Gemeinde, gestaffelt nach seinem Vermögen, einen solchen Gemeindearmen jeweils einen halben Tag bis zu drei Wochen in seinem Haus aufnehmen musste.
Besonders hoch entwickelt war die Holzwirtschaft in den Einzugsgebieten der Salinen wie Berchtesgaden, Bad Reichenhall, Traunstein, Rosenheim, die ständig einen großen Bedarf an Brennholz hatten. Das Holzknechtmuseum Ruhpolding zeigt Arbeitsweise und Leben der Holzknechte.